# Stockholm Open 2005
Lo Stockholm Open 2005 è stato un torneo di tennis giocato sul cemento indoor. 
È stata la 37ª edizione dello Stockholm Open, che fa parte della categoria International Series nell'ambito dell'ATP Tour 2005.
Il torneo si è giocato al Kungliga tennishallen di Stoccolma in Svezia, dal 10 al 16 ottobre 2005.

## Campioni

### Singolare
James Blake ha battuto in finale  Paradorn Srichaphan con il punteggio di 6–1, 7–6(6)

### Doppio
Wayne Arthurs /  Paul Hanley hanno battuto in finale  Leander Paes /  Nenad Zimonjić con il punteggio di 5–3, 5–3